# Teka (equip ciclista)

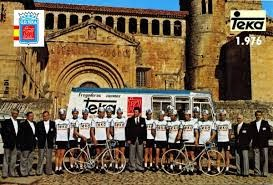
Equip Teka 1976-1977.

L'equip Teka va ser un equip ciclista espanyol que competí professionalment entre el 1976 i 1990.
Amb base a Santander, va estar patrocinat pel fabricant d'electrodomèstics Teka.

## Principals resultats
- Volta a Espanya: Marino Lejarreta (1982)
- Clàssica de Sant Sebastià: Marino Lejarreta (1981, 1982)
- Volta al País Basc: Alberto Fernández Blanco (1980)

### A les grans voltes
- Volta a Espanya
  - 14 participacions (1976, 1977, 1978, 1979, 1980, 1982, 1983, 1984, 1985, 1986, 1987, 1988, 1989, 1990)
  - 34 victòries d'etapa:
    - 1 el 1976: Joaquim Agostinho
    - 2 el 1977: Carlos Melero, Pedro Torres Cruces
    - 1 el 1978: Francisco Javier Elorriaga
    - 2 el 1979: Noël Dejonckheere (2)
    - 5 el 1980: Klaus-Peter Thaler, Enrique Martínez Heredia, Eulalio García Pereda, Rolf Haller, Manuel Esparza
    - 2 el 1982: Marino Lejarreta, Antoni Coll
    - 1 el 1983: Noël Dejonckheere
    - 5 el 1984: Noël Dejonckheere (3), Raimund Dietzen, Antoni Coll
    - 2 el 1985: Federico Etxabe, José Ángel Sarrapio
    - 4 el 1986: Alfonso Gutiérrez, Jesús Blanco Villar (2), Raimund Dietzen
    - 4 el 1987: Alfonso Gutiérrez, Enrique Aja, Carlos Hernández, Jesús Blanco Villar
    - 4 el 1989: Malcolm Elliott (2), Raimund Dietzen, Peter Hilse
    - 1 el 1990: Nico Emonds

  - 1 classificació final:
    - 1982: Marino Lejarreta

  - 6 classificacions secundàries:
    - Gran Premi de la Muntanya: Pedro Torres Cruces (1977), Andrés Oliva (1978)
    - Classificació per punts: Alfonso Gutiérrez (1987), Malcolm Elliott (1989)
    - Classificació per equips (1977, 1984)

- Tour de França
  - 10 participacions (1977, 1978, 1979, 1980, 1981, 1982, 1984, 1986, 1987, 1988)
  - 6 victòries d'etapa:
    - 1 el 1978: Miguel María Lasa
    - 2 el 1986: José Ángel Sarrapio, Eduardo Chozas
    - 3 el 1987: Régis Clère (2), Eduardo Chozas

- Giro d'Itàlia
  - 3 participacions (1976, 1977, 1978)
  - 1 victòries d'etapa:
    - 1 el 1976: Andrés Gandarias